# RTX Corporation
RTX Corporation (bis Juni 2023 bekannt als Raytheon Technologies Corporation) ist ein multinationaler Mischkonzern mit Hauptsitz in Arlington County. Das Unternehmen entwickelt und produziert Technologie im Bereich der Verteidigung und der Luft- und Raumfahrt, darunter Flugzeugtriebwerke, Avionik, Cybertechnologie, Raketen, Flugabwehrsysteme und Drohnen. Es ist einer der größten militärischen Auftragnehmer, welcher einen erheblichen Teil seiner Einnahmen aus Regierungsaufträgen erzielt.
Raytheon Technologies entstand 2020 aus der Fusion der beiden Unternehmen Raytheon und United Technologies. Vor der Fusion gliederte United Technologies seine Tochtergesellschaften Otis Elevator Company und Carrier Corporation aus. United Technologies ist der Rechtsnachfolger der Fusion, änderte jedoch seinen Namen in Raytheon Technologies und verlegte seinen Hauptsitz von Hartford nach Waltham. Durch die Zusammenlegung entstand eines der weltgrößten Luft- und Raumfahrtunternehmen.

## Geschichte
Die Raytheon Company wurde 1922 in Cambridge (Massachusetts), von Laurence K. Marshall, Vannevar Bush und Charles G. Smith als American Appliance Company gegründet. Der Schwerpunkt, der ursprünglich auf Kühltechnik lag, verlagerte sich bald auf die Elektronik. 1925 änderte das Unternehmen seinen Namen in Raytheon Manufacturing Company. Der Name Raytheon setzt sich zusammen aus „ray“ (engl. für „Strahl“) und „theon“ (griech. für „von den Göttern“ oder „göttlich“). Während des Zweiten Weltkriegs stellte Raytheon Magnetronröhren für die Verwendung in Mikrowellenradarsätzen und anschließend für komplette Radarsysteme her. Nach dem Krieg wurde es ein wichtiger Hersteller von Rüstungsgütern und produzierte gleichzeitig weiterhin elektronische Gebrauchsgüter. Raytheon entwickelte 1947 den weltweit ersten Mikrowellenherd.
1929 schufen William Boeing und Frederick Rentschler die Holding United Aircraft and Transport Corporation, die ihre beiden Unternehmen Boeing und Pratt & Whitney unter einem Dach vereinte, und schufen damit ein vertikal integriertes, zusammengeschlossenes Unternehmen, das Geschäftsinteressen in allen Aspekten der Luftfahrt vereinte, darunter zivile und militärische Luftfahrt. Das zentrale Forschungszentrum wurde 1929 gegründet. 1934 wurde die United Aircraft and Transport per Wettbewerbsrecht in United Aircraft Corporation, Boeing Airplane Company, und United Air Lines Transport zerschlagen. Während des Zweiten Weltkriegs belegte United Aircraft den sechsten Platz unter den US-Unternehmen in Bezug auf den Wert von Produktionsaufträgen. 1979 wurde das Unternehmen United Aircraft in United Technologies umbenannt. 2019 hatte das Unternehmen einen Umsatz von ca. 77 Milliarden US-Dollar und über 200.000 Mitarbeiter.

Logo bis Juni 2023

Im Juni 2019 gab United Technologies die Absicht bekannt, sich mit dem Verteidigungsunternehmen Raytheon zur Raytheon Technologies Corporation zusammenzuschließen. Das kombinierte Unternehmen sollte mit einem Wert von mehr als 100 Milliarden US-Dollar nach Boeing das zweitwertvollste Luft-, Raumfahrt- und Verteidigungsunternehmen der Welt sein. Obwohl United Technologies der Rechtsnachfolger ist, hat das neue Unternehmen seinen Hauptsitz in Waltham, am alten Sitz von Raytheon, und nicht am früheren Hauptsitz von United Technologies in Farmington. Die Fusion wurde im April 2020 abgeschlossen. Seit Juli 2021 arbeitet Raytheon an Hybridsystemen für Turboprop-Regionalflugzeuge. 
Am 27. Dezember 2022 betrug die Marktkapitalisierung von Raytheon 137,47 Mrd. EUR, die von Boeing jedoch nur noch 105,91 Mrd.
Am 7. Juni 2022 gab das Unternehmen bekannt, dass es seinen Hauptsitz nach Arlington, Virginia verlegen wird. Der Umzug fand im Juli statt.
Im Januar 2023 kündigte Raytheon Technologies an, dass das Unternehmen mit Wirkung zum 1. Juli einige Geschäftsbereiche zusammenlegen werde. Durch die Umstrukturierung sollten drei neue Geschäftsbereiche entstehen. Der Umstrukturierung vorausgegangen war die Umbenennung in RTX im Juni 2023. Der neue Name besteht aus den Tickersymbolen der Fusionspartner Raytheon (RTN) und United Technologies (UTX).

## Tochterunternehmen
- Pratt & Whitney
- Collins Aerospace
- Raytheon

### Deutsche Tochterunternehmen
- Raytheon Deutschland GmbH, Freising. Herstellung passiver Radarsensorik (ELINT / ESM) sowie Unterstützung luftgestützter Radargeräte.
- COMLOG GmbH, Schrobenhausen, ist ein Joint-Venture mit MBDA Deutschland
- Raytheon Professional Services GmbH, Rüsselsheim

Die Tochterfirmen in Deutschland haben zusammen etwa 800 Mitarbeiter.
Raytheon entwickelt für NATO-Truppen in der BRD u. a. Übungs- und Trainingsveranstaltungen, Simulatoren, Schießplatzinstrumentierungen, Videosysteme und Systeme zur Übungskontrolle, Betrieb und Wartung bestimmter Sicherheitssysteme und Computernetzwerke für den Schießbetrieb, Bereitstellung realistischer ziviler Darsteller auf dem Übungsgelände usw. Mitarbeiter genießen teilweise die Privilegien des NATO-Truppenstatuts.

## Rechtliche Verfahren
RTX erklärte sich im Oktober 2024 bereit, fast 1 Milliarde Dollar zu zahlen, um die Vorwürfe auszuräumen, die US-Regierung betrogen und Bestechungsgelder gezahlt zu haben, um Geschäfte mit Katar zu sichern.